# Рио Дулсе (река в Аржентина)
Рио Дулсе (на португалски: Rio Dulce) е река в северната част на Аржентина, протичаща през провинциите Салта, Тукуман, Сантяго дел Естеро и Кордоба, вливаща се в езерото Мар Чикита. Дължината ѝ е 812 km, а площта на водосборния басейн – 89 936 km².
Река Рио Дулсе води началото си под името Сали, на 1676 m н.в., от масива Сиера дел Аконкиха, простиращ се в източната, ниска част на Аржентинските Анди. В най-горното си течение, до град Тукуман е типична планинска река с тясна и дълбока долина и бурно течение. След това до устието си тече в посока юг-югоизток през сухите равнини на Южно Гран Чако, като почти навсякъде се разпада на ръкави и образува протоци, речни острови и временни езера-старици. Влива се от север в постоянно променящата си конфигурация солено езеро Мар Чикита, разположено на 69 m н.в. Основен приток е рака Саладильо (десен). Река Рио Дулсе е с ясно изразено лятно пълноводие и зимно маловодие. Средният годишен отток при изхода от планините (при град Тукуман) е 80 m³/s, но по-надолу той не се увеличава поради липсата на постоянни притоци, сухия климат и използването на водите ѝ за напояване. На нея са разположени градовете Тукуман и Сантяго дел Естеро, административни центрове на едноименни провинции.